# Kanaal van de Borre
Het Kanaal van de Borre (Frans: Canal de la Bourre) is de gekanaliseerde benedenloop van het riviertje de Borrebeek. Het kanaal is gelegen in de Westhoek (Frans-Vlaanderen) in het Franse Noorderdepartement. Het Kanaal van de Borre is bijna 8 km lang en bevatte 2 sluizen en begint bij Le Grand Dam en wordt gevoed door de Borrebeek en het Kanaal van Préaven. Het kanaal mondt in Meregem uit in de Leie. Het kanaal is niet langer van commercieel belang voor de scheepvaart. 

## Geschiedenis
In de jaren 1565–1566 kwam onder de regering van Filips II van Spanje de haven van Hazebroek tot stand. Om die met de Leie te verbinden, werden in de 16e eeuw de Kanalen van Hazebroek gegraven, waarvan het Kanaal van de Borre er een is. De andere drie kanalen van Hazebroek zijn: het Kanaal van Hazebroek, het Kanaal van Préaven, en het Kanaal van de Niepe (verbinding met de Leie in Tienen). Deze kanalen hebben hun oorspronkelijke functie verloren. Het laatste deel van het Kanaal van Hazebroek, in de stad Hazebroek, is inmiddels gedempt en de kades van de haven zijn verdwenen. 